# Wilhelm von Reiser
Pour les articles homonymes, voir Reiser.
Wilhelm Reiser, à partir de 1881 von Reiser (né le 13 mai 1835 à Egesheim et mort le 11 mai 1898 à Ellwangen), est un théologien catholique, prêtre et évêque de Rottenbourg.

## Biographie
Wilhelm Reiser est le fils du maire et tisserand Leonhard Reiser. Après des études de philosophie et de théologie à l'Université de Tübingen, il est ordonné prêtre en 1859. De 1870 à 1879, il est directeur du Wilhelmsstift. Après divers postes professionnels, il est nommé capitulaire de la cathédrale de Rottenburg am Neckar en 1879. Entre 1880 et 1882 et 1883 à 1886, il est représentant du chapitre de la cathédrale et membre de la chambre des députés de Wurtemberg. Le 31 août 1886, il est nommé évêque titulaire d'Aenus (de) par le pape Léon XIII et évêque auxiliaire à Rottenburg avec le droit de succession. Après la mort de l'évêque Karl Joseph von Hefele, Reiser lui succède le 11 juillet 1893 comme quatrième évêque de Rottenburg. Il n'exerce pas son mandat associé à l'épiscopat dans la chambre des députés de Wurtemberg.
L'évêque Reiser est décrit par des témoins contemporains comme aimable, affable, humble et altruiste. Il est caractérisé par un zèle et un engagement sans faille. L'épiscopat de Reiser est dominé par l'industrialisation. Le pape Léon XIII a défini les directives de base. décrit dans son encyclique sociale « Rerum Novarum » comme un appel à l'action. La mise en œuvre est de la responsabilité des évêques. Mgr Reiser soutient la création d'associations de travailleurs catholiques avec solidarité et engagement.
L'industrialisation du Wurtemberg conduit à un changement des zones confessionnelles et des frontières, en particulier dans la région centrale du Neckar et dans les grandes villes. Reiser est connu comme «l'apôtre de la diaspora » et est particulièrement préoccupé par le travail pastoral et la construction d'églises dans ces régions.
Il trouve sa dernière demeure dans la crypte de l'église du cimetière de Sülchen. Von Reiser était membre de la société théologique Herzynia de Tübingen.

## Honneurs
- 1881 : Chevalier 1re classe de l'Ordre de la Couronne de Wurtemberg[1], qui est associée au titre personnel de noblesse
- 1893 : Commandeur de l'Ordre de la Couronne de Wurtemberg[2]